# Brennende Langeweile
Brennende Langeweile mit dem Untertitel Bored Teenagers ist ein deutscher Spielfilm, der im August und September 1978 unter der Regie von Wolfgang Büld für den Barbara Moorse Workshop im Auftrag des ZDF erstellt wurde und erstmals 1979 in der Reihe Das kleine Fernsehspiel ausgestrahlt wurde. 
Büld drehte hauptsächlich mit Laiendarstellern. Titel und Drehbuch des Films sind an den Song Bored Teenagers der britischen Punkband The Adverts angelehnt. Die Bandmitglieder T. V. Smith, Gaye Advert, Rod Latter und Howard Pickup und deren Manager Michael Dempsey sind in die Handlung eingebunden und wirken im Film mit. Der Darsteller der Figur Roadent war ehemals Roadie bei The Clash und The Sex Pistols.

## Handlung
Der arbeitslose Peter und seine Freundin Karin, die in einem Friseursalon arbeitet, leben in einer Kleinstadt im Sauerland. Etwas Abwechslung kommt in ihren tristen Alltag, als sie auf die Punkrockband The Adverts treffen, die aus London angereist ist, um ihr Konzertdebüt in Deutschland zu geben. Für die Band kommt es zu einigen Verwicklungen, die damit enden, dass die Gruppe aus dem Hotel geworfen wird und auf der Polizeiwache landet. Schließlich frühstücken die Bandmitglieder bei Karin, deren Eltern verreist sind. Am nächsten Tag fahren Karin und Peter der Band nach und besuchen ein weiteres Konzert. Danach feiern sie in einer Diskothek weiter, und Peter versucht erfolglos, mit der attraktiven Bassistin Gaye anzubandeln. Am nächsten Morgen wacht er verkatert im Hotelbett auf und nimmt wahr, dass Karin mit dem Roadie Roadent die Nacht verbracht hat. Enttäuscht zieht Peter durch die Stadt und trifft zufällig auf Gaye, mit der er in die Wuppertaler Schwebebahn steigt. Die Bahn bleibt wegen eines technischen Defekts stehen und Gaye kommt zu spät zum Soundcheck. Karin probte inzwischen die Bassline zum Song Gary Gilmore’s Eyes, kommt jedoch am Ende nicht zum Einsatz und alles bleibt beim alten. Karin und Peter versöhnen sich und kehren zurück in ihren Heimatort und die Band verlässt Deutschland.

## Filmmusik
Der Film beginnt mit einer Einstellung auf den Plattenteller in Peters Zimmer. Es läuft das Lied Bored Teenagers. Danach wird New Church angespielt. Beide Lieder stammen vom ersten Album der Adverts Crossing the Red Sea with The Adverts.
Die Konzertaufnahmen für den Film entstanden am 5. September 1978 im Whisky Bill in Forsbach, am 8. September in Wuppertal in der Universität und am 9. September 1978 in Köln im Stollwerck und betreffen den Single-Hit Gary Gilmore’s Eyes, und die Stücke Love Songs, Television’s Over und I Surrender vom Album Cast of Thousands. Den Abschluss bildet der Song The Great British Mistake.

## DVD 2007
Im Jahr 2007 wurde der Spielfilm technisch überarbeitet und von Sunny Bastards als DVD veröffentlicht. Der Tonträger enthält zusätzlich ein zweiteiliges Interview mit Wolfgang Büld, der sich an die Entstehung des Films erinnert. Im Begleitheft ist die Biografie der Band The Adverts abgedruckt. Zudem gibt es eine Reihe von Produktionsbildern, Notizen vom Set und ein Interview mit T. V. Smith, dem Frontmann der Band.

## Kritik
Das Filmlexikon Zweitausendeins bezeichnet Brennende Langeweile als einen Film, der „das vorurteilsfreie Bild einer jugendlichen Randgruppe zeichnet, jedoch wegen seines Desinteresses an gesellschaftlichen Hintergründen keine Ansätze für eine tiefere Auseinandersetzung bietet“, während der Rezensent bei Punkrocknews der Meinung ist, dass der Film vom „Charme seiner Zeit“ lebt. Sehr interessant sei auch der Kontrast zwischen den Hauptdarstellern und den Bandmitgliedern der Adverts, die sich im Grunde nur selbst spielen würden.